# Cuautitlán (Estado de México)
Cuautitlán es una ciudad mexicana ubicada en el Estado de México, cabecera del municipio homónimo. Pertenece a la zona metropolitana del Valle de México. En el censo de 2020 estaba poblado por 117 995 habitantes.